# Igannaq
Igannaq [iˈɣanːɑq] (nach alter Rechtschreibung Igánaĸ) ist eine wüst gefallene grönländische Siedlung im Distrikt Kangaatsiaq in der Kommune Qeqertalik.

## Lage
Igannaq befindet sich am Ende einer langen schmalen Halbinsel im Nordwesten der Insel Qeqertarsuatsiaq nur etwa zwei Kilometer nördlich der dort gelegenen verlassenen Siedlung Qeqertarsuatsiaq. Der nächste bewohnte Ort ist Kangaatsiaq 16 km südwestlich.

## Geschichte
Igannaq wurde erstmals 1829 als bewohnt erwähnt, als dort vierzehn Menschen in einem Haus wohnten. 1831 war der Ort wieder verlassen. Erst 1902 wurde Igannaq erneut besiedelt. Der Ort war Teil der Gemeinde Kangaatsiaq. 1915 wurden zehn Einwohner gezählt, die in einem Haus wohnten, das als Torfmauerhaus mit innerer Holzverkleidung und einem Dach aus Treibholz und Zweigen gebaut war. Es gab vier Jäger, von denen einer nebenher Katechet war. 1919 wurde Igannaq wieder aufgegeben.